# Кинезитерапија
Кинезитерапија, корективна терапија од (грч. kinesis - покрет, therapeio - лечење) је врста физикалне терапије и област спортске медицине, која се карактерише применом покрета усклађених са терапијским захтевом и пацијентом у целини. Иако је кинезитерапија, као метода лечења телесним вежбама, зачета је још 2700. године п. н. е., она је развијена и масовно примењивана током Другог светског рата, као метода класичне медицине са циљем да помогне многобројним рањеним или болесним војницима да се брзо врате у своје борбене јединице у пуној функционалности.
Кинезитерапија, као једна од метод медицинске рехабилитације, у суштини је неспецифична функционална форма лечења која користећи покрет или кретање, као основни инструмент у напору, побољшава нарушено здравствено стање или доведи до потпуног излечења. Повољни ефекти кинезитерапије могу бити локални и општи. Најчешћи кинезитерапијских поступци су вежбе, спортске активности и рекреационе активности, који се спроводе у циљу активног лечења или превенције.
Сви облици савремене кинезитерапије засновани су на најновијим сазнањима из анатомије, физиологије, биомеханике и кинезиологије. Као посебан облик кинезитерапије постоји и кинезипрофилакса, која се у физикалној медицини користи у превенцији одређених стања или болести.

## Историја
Кинезитерапија као метода лечења телесним вежбама зачета је још 2700. године п. н. е. О томе сведоче записи у древној кинеској књизи Конг-Фу, у којој се наводе елементи терапијске гимнастике, и објашњавају њени утицаји на здравље. Кинески лекар Хуа То у 2. веку п. н. е. осмислио је До-ин, народну гимнастику или вежбе дисања, таи ји куан.
Стари Индуси око 840. гдине тврдили су да вежбе утичу на дисање и развој духа.
У старогрчкој медицини терапијска гимнастика је била незаобилазни начин лечења:
- Хипократ, Меридок, Асклепиад, сматрали су вежбање саставним делом превентивне медицине
- Аристотел се сматра зачетником кинезиологије, јер је преко геометријске анализе покрета, изучавао активност мишића.
- Архимед је разрадио хидростатске принципе и законитости покрета у воденој средини.

Авицена у свом „Канону медицинских наука“, указао је на значај телесних покрета и вежби у превенцији и лечењу болести.
Меркуријалис 1570. године, објавио је први уџбеник гимнастике.
Николас Андри први уводи вежбе за корекцију урођених и стечених телесних деформитета.
Линг у 18. веку, сматра се оснивачем модерне медицинске гимнастике и првог „Завода за гимнастику“, а Тисот 1781. године у својим запажањима наводи:
| „ | Покрет по свом дејству замењује свако терапеутско средство, док сва лековита средства не могу да замене покрет. | ” |

Бенџамин Душне, у свом делу „Физиологија покрета“, поставио је темеље модерној кинезитерапији.
Кинезитерапија (раније корективна терапија) као здравствена метода класичне медицине, интензивно се примењује у медицинској пракси као један од званично прихваћених облика лечења од 1946. Зачеци масовне примене ове методе, заправо су настали током Другог светског рата, када је борбена готовост јединица на фронту зависила од брзе рехабилитације и повратка у строј, великог броја војника који су патили од болести или повреде. Тако је све већа примена корективних физичких процедура имала основни задатак да реализује процес брзог и масовног оспособљавања великог броја оболелих и повређених у рату и на неки начин позитивно је утицала и на његов коначни исход.
Пионири у области медицинске рехабилитације ратних и поратних година у САД били су амерички хирурзи мајор Норма Т. Кирк и др Хауард Руск. До 1946, они су редовно пратили резултат примене физичких вежби у опоравку припадника оружаних снага САД уз финансијску подршку владе. Ангажовањем великог броја терапеута, и применом јасно прописане методологије они су у свом раду постигли врло добре резултате.
Године 1953, основана је Прва америчка асоцијација за корективну терапију, након што су лекари утврдили неопходност нормирања обуке и сертификовања испита за физиотерапеуте, као једног од предуслов за конзистентан ниво компетентности у кинезитерапији. Тих година уведен је и академски програм, за физиотерапеуте који је непрестано еволуирао кроз историју, и који је 1980, наметну захтеве клиничара да се фонд часова за обуку кинезитерапеута повећа са 400 на 1.000 сати.
Назив корективна терапија, који је првобитно био примењиван за ову врсту терапије формално је промењен у назив кинезитерапија у 1987, а све бројније националне организације за корективну терапију свуда у Свету постале су познате као Удружења за кинезитерапију.

## Основни циљеви
Кинезитерапија (старији назив корективна терапија) се у суштини заснива на примени вежби, заснованих на научним принципима, које су тако прилагођене да повећавају снагу, издржљивост и мобилност особа са функционалним ограничењима или оних (спортисти) који захтевају продужени физичку кондицију, и зато су њени основни циљеви:
- Превенција оштећења функције локомоторног система

- Побољшање сегментне и опште локомоторне функције, Главни предуслов за постизање овог циља је добра евалуација локомоторног система.

- Побољшање или лечење нарушених функције кардиоваскуларног, респираторног и других система. Овакви циљеви се пред кинезитерапију постављају у многобројним болестима код којих је нарушена кондиција организма, или се декондиционираност организма очекује током развоја основне болести (нпр код можданог крварења). Пре прописивања оваквих кинезитерапијских протокола, потребна је добра дијагностика и процена функционалног капацитета кардиореспираторног система пацијената.

Наведене циљева кинезитерапија остварује кроз: очување и враћање нормалне покретљивости зглобова, очување и враћање нормалне мишићне снаге, моторну едукацију-учење покрета, моторну реедукација-поновно учење покрета, очување и враћање координације, деловање на централни и периферни нервни систем, кардио-васкуларни, респираторни и коштано-зглобни систем у циљу постизања максималне функционалности, остваривање доброг психичког стања.

## Облици кинезитерапије
Облици кинезитерапије су бројни али се у пракси најчешће спроводе:
- корективна гимнастика (скуп физичких вежби дозираних по интензитету, врсти и трајању, које се могу примењивати превентивно код деце која имају предиспозиције за настанак неког од постуралних деформитета или терапијски ако они већ постоје),
- едукација о заштитним положајима и покретима тела,
- вежбе правилног дисања,
- кинезитерапија за лумбални синдром,
- кинезитерапија код периферних артроза (гонартроза, коксартроза, артроза ситних зглобова шака),
- вежбе релаксације (опуштања),
- кинезитерапија за цервикални синдром,
- кинезитерапија после прелома кости, спортских и других повреда (санирање контрактура),
- вежбе за остеопорозу,
- вежбе за сколиозу и кифозу - вежбе за корекцију равних стопала.

## Резултати примене
Терапијски ефекти кинезитерапије су:
- повећање обима покретљивости у зглобовима
- повећање снаге и еластичности мишића
- побољшање функција дисајних органа, кардиоваскуларног система, органа за варење и нервног система
- побољшање циркулације крви и убрзање локалног метаболизма и процеса опоравка организма у целини
- стварање правилне шеме покрета и моторичке активности

## Предуслов
Иако је кинезитерапија апсолутни лек избора у терапијском смислу, за многа стања и болести у њеном спровођењу мора да се поштују и одређени принципи, пре свега стручност, ограничења и контраиндикације, време почетка примене итд.

### Стручност
Пре прописивања кинезитерапијских вежби од терапеута се захтева да:
- Постави тачну дијагнозу, посебно функционалну дијагнозу,
- Познаје начин деловања прописане вежбе,
- Познаје тачну проскрипцију вежбе у погледу почетног положаја, трајања, интензитета и броја понављања,
- Познаје нежељена дејства и контраиндикације сваке вежбе појединачно.

### Ограничења, контраиндикације
Данас се сматра да не постоји стање у организму код кога је кинезитерапија контраиндикована. Изузетак представљају једино ситуације;
- у којима је опште стање болесника толико нарушено болешћу да је он животно угрожен,
- тешка крварења или ослабљена функција срца.
- у области реуматологије, ако постоји акутно запаљење зглобова. Чим се упала зглобова отклони кинезитерапија може да се примењује и код реуматолошких болесника.